# Eddie Snyder
Edward Abraham Snyder, noto come Eddie Snyder (New York, 22 febbraio 1919 – New York, 10 marzo 2011), è stato un paroliere e compositore statunitense.

## Biografia
Dopo aver studiato pianoforte, iniziò a lavorare nei piano-bar, cominciando nello stesso periodo a scrivere canzoni; in breve tempo instaurò una collaborazione con il compositore Bert Kaempfert per le musiche e con il paroliere Charles Singleton per i testi.
Nel 1959 scrisse la canzone Talk To Me, che venne incisa da Frank Sinatra.
Il primo grande successo lo ottenne solo nel 1965 con Spanish Eyes, originariamente lanicata da Al Martino e registrata in seguito da molti altri artisti, tra cui Elvis Presley, Willie Nelson ed Engelbert Humperdinck.
L'anno successivo scrisse con Singleton il testo di Strangers in the Night, su musica di Kaempfert che, incisa da Frank Sinatra, divenne un successo mondiale, e nel 1967 vinse il Golden Globe per la migliore canzone originale.
Nel 1969 scrisse il testo di A Time For Us, versione inglese di Ai giochi addio, canzone su musica di Nino Rota inclusa nella colonna sonora originale del film Romeo e Giulietta di Franco Zeffirelli.
Altri suoi successi furono 100 Pounds Of Clay, Ten Lonely Guys (scritta con Neil Diamond), Remember When, Talk To Me and Bitter With The Sweet.